# Cimetière de Kermenguy
Le cimetière chrétien de Kermenguy, ou simplement appelé le cimetière communal de Roscoff, est un cimetière situé dans la ville de Roscoff, dans le Finistère.
Il est l'un des deux cimetières de Roscoff, avec le cimetière marin dit « du Vil », et le seul désormais actif depuis la fermeture de ce dernier.

## Description
Créé en 1978 et situé Rue du Pontigou, devant le rond-point de Bonne Nouvelle, le cimetière abrite les tombes de nombre de personnalités locales, dont la majorité a été déplacée pour l'occasion.
Depuis juin 2017, l'enceinte du cimetière est dotée d'un bâtiment du Souvenir, dédié aux obsèques civiles.

## Personnalités inhumées

### Marins
- Louis Craignou (1893-1964).
- Jérôme Salaün (mort en 1920).

### Militaires
- Émile Barazer de Lannurien (1876-1954), général.
- Jean-Louis Cabioch (1904-1940), sergent.
- Alexis Chapalain (1897-1938), médaille militaire.

### Personnalités politiques
- Victor Balanant (1888-1944), homme politique.
- L'abbé Robert Le Lay (1935-1997), préfet de Roscoff de 1990 à 1997.
- Célestin Seïté (1889-1975), homme politique, maire de Roscoff de 1946 à 1969.

### Diverses
- Paul de Geouffre de La Pradelle (1902-1993), juriste.
- André Le Roux (1901-1928), docteur.
- Hippolyte Sabot (1848-1879), notaire à Berven.
- Jean Schneider (1926-1993), artiste-peintre.
- L'abbé Allain Talabardon (1886-1916).

## Galerie

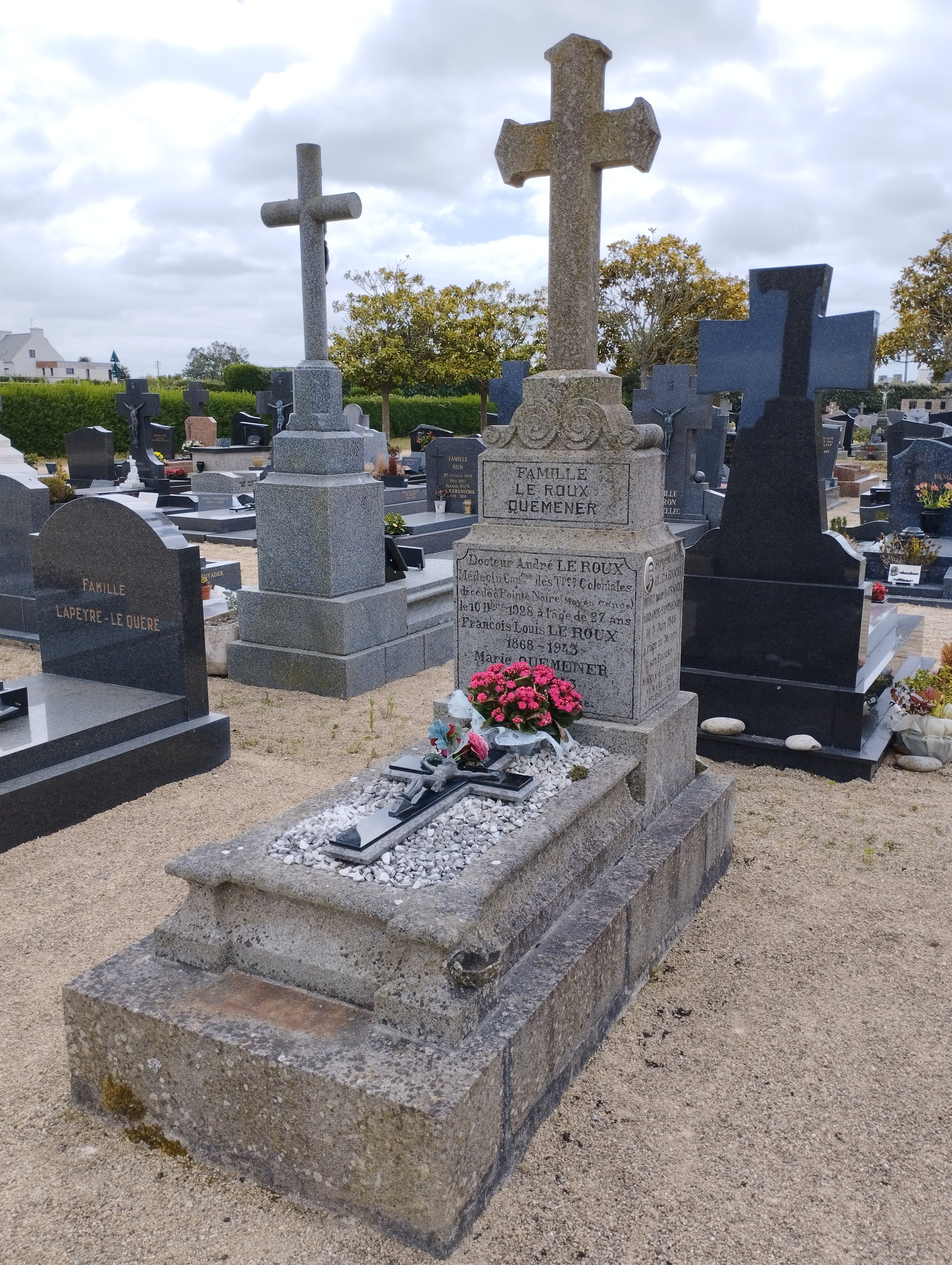
La tombe d'André Le Roux.
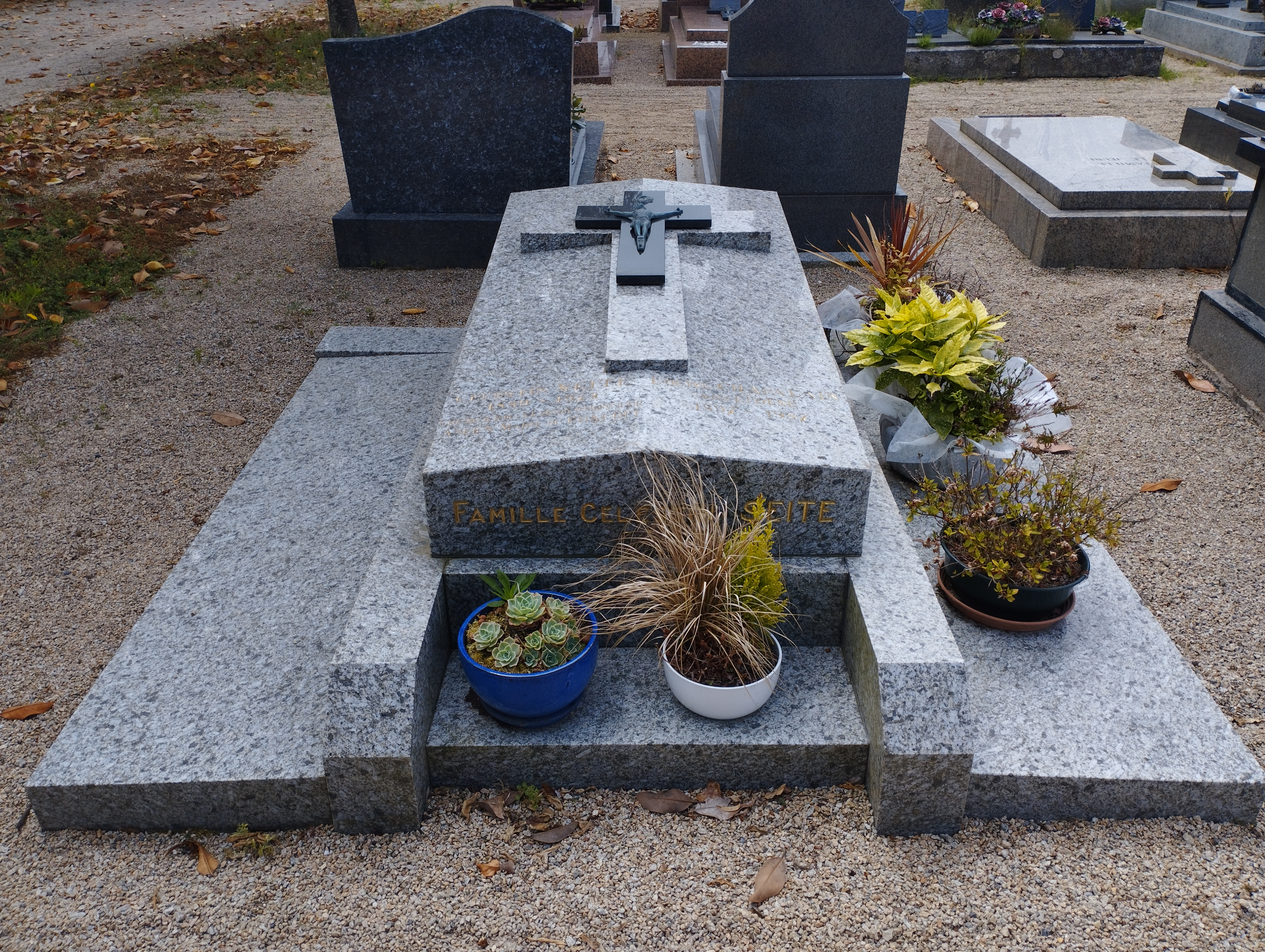
La tombe de Célestin Séïté.
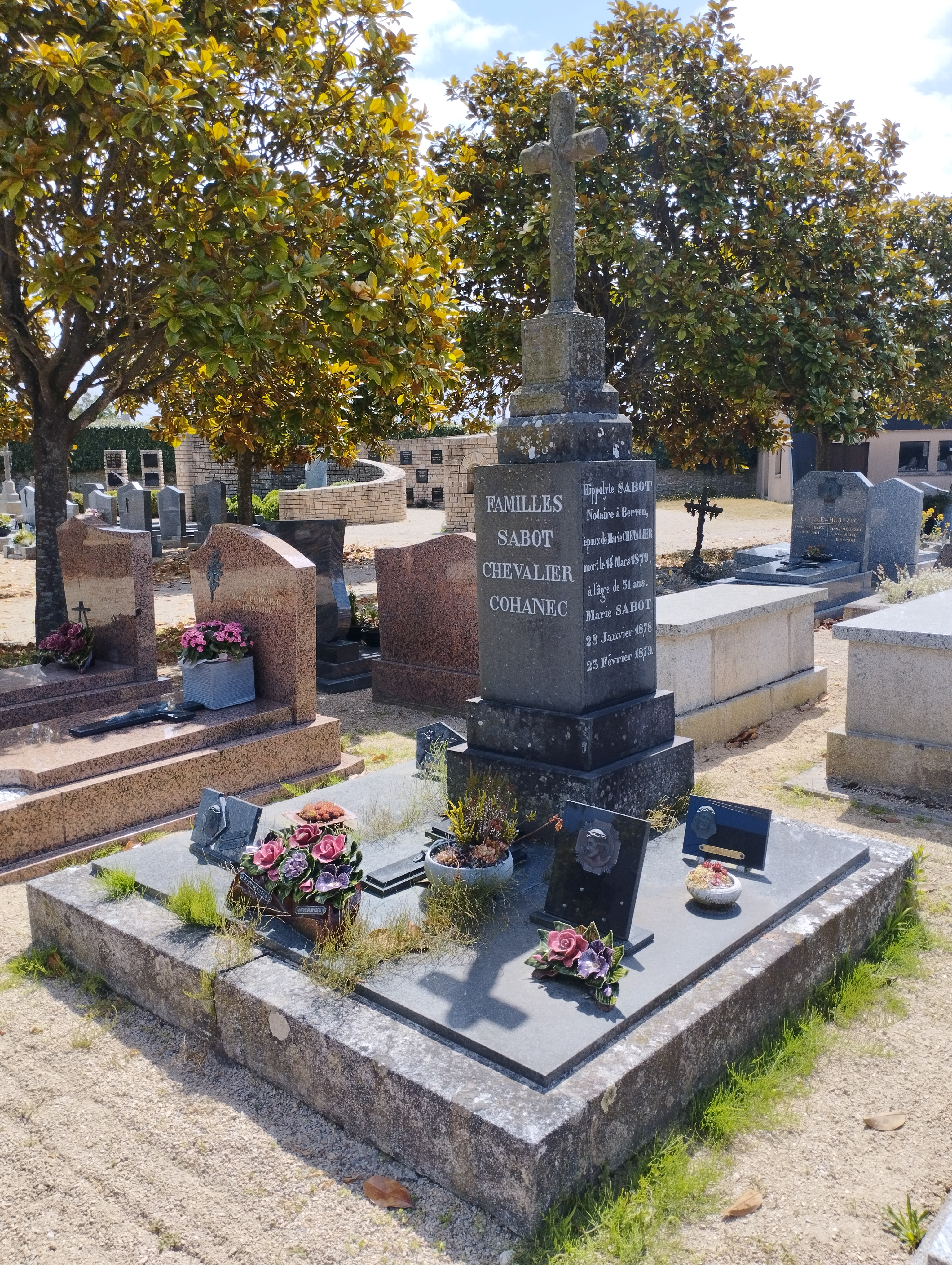
La tombe d'Hippolyte Sabot.
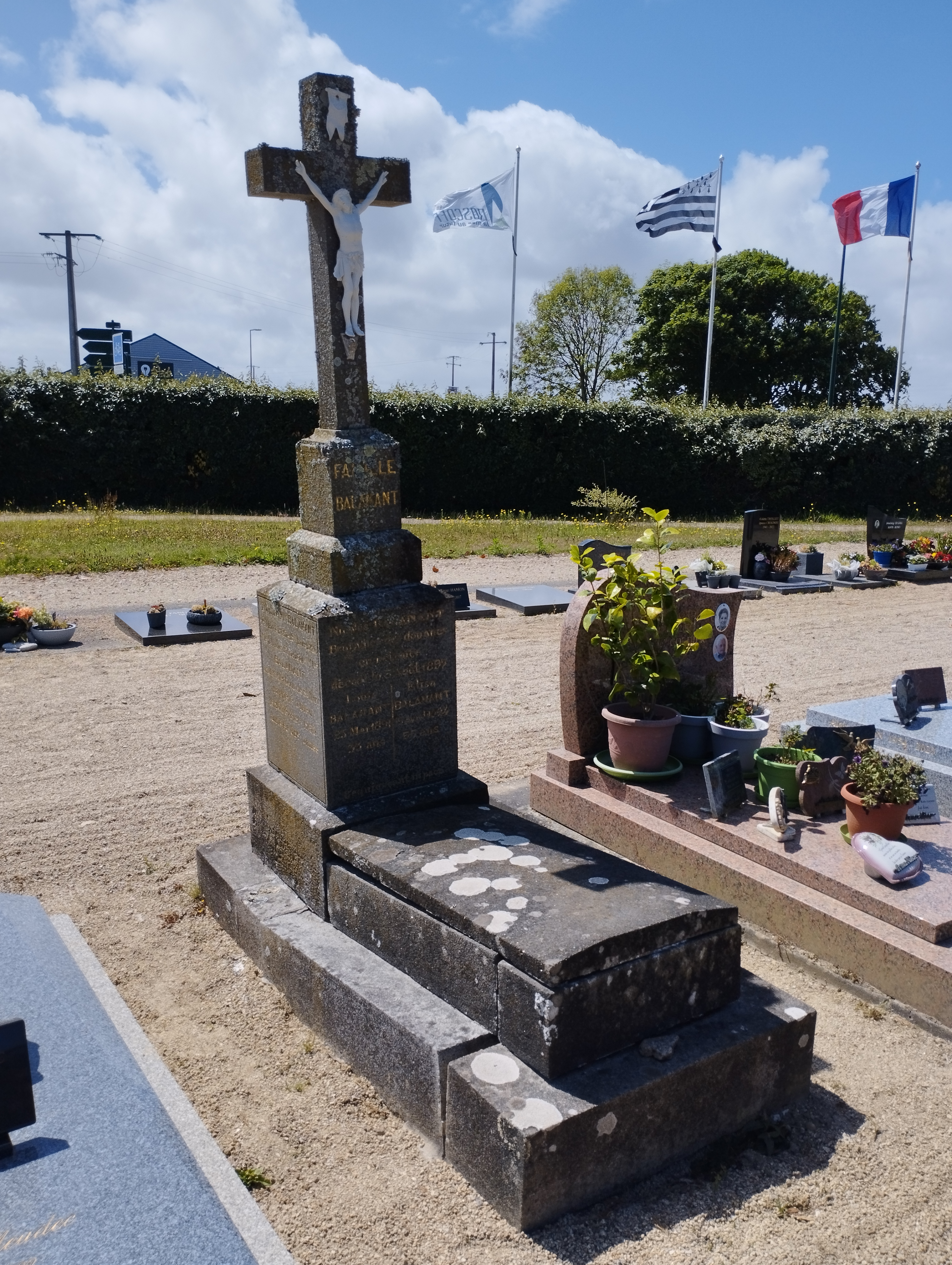
La tombe de Victor Balanant.
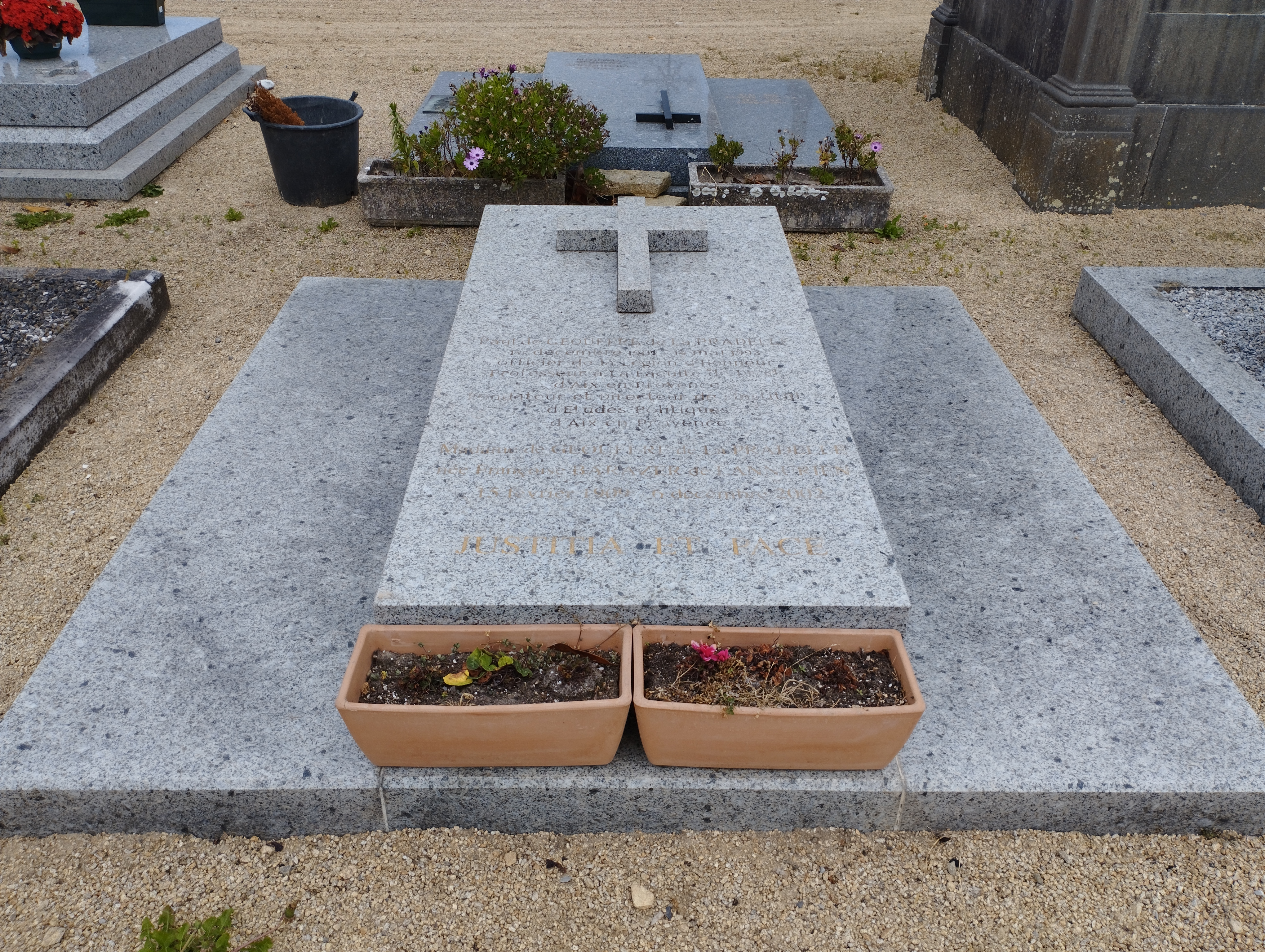
La tombe de Paul de Geouffre de La Pradelle.
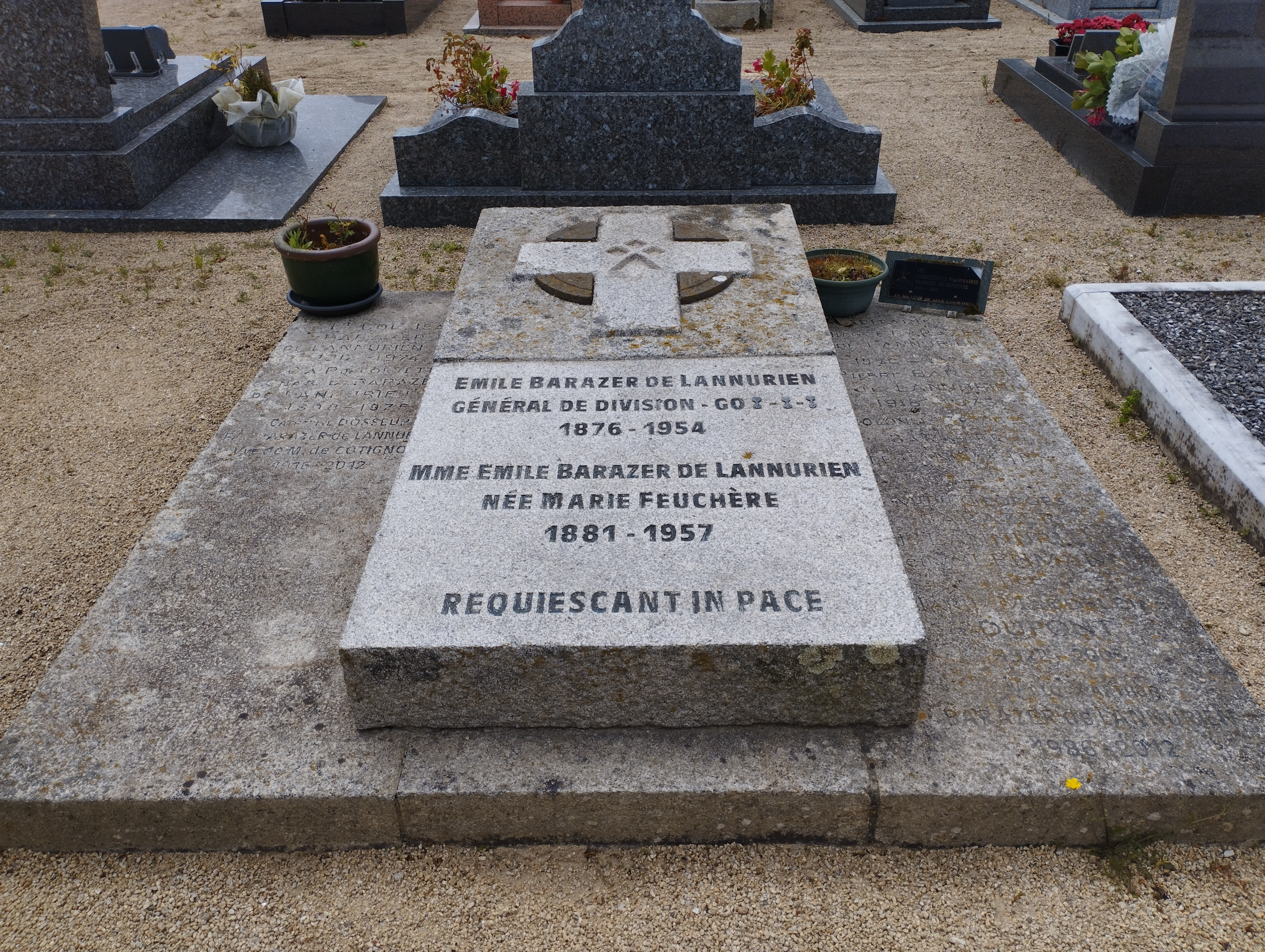
La tombe d'Émile Barazer de Lannurien.
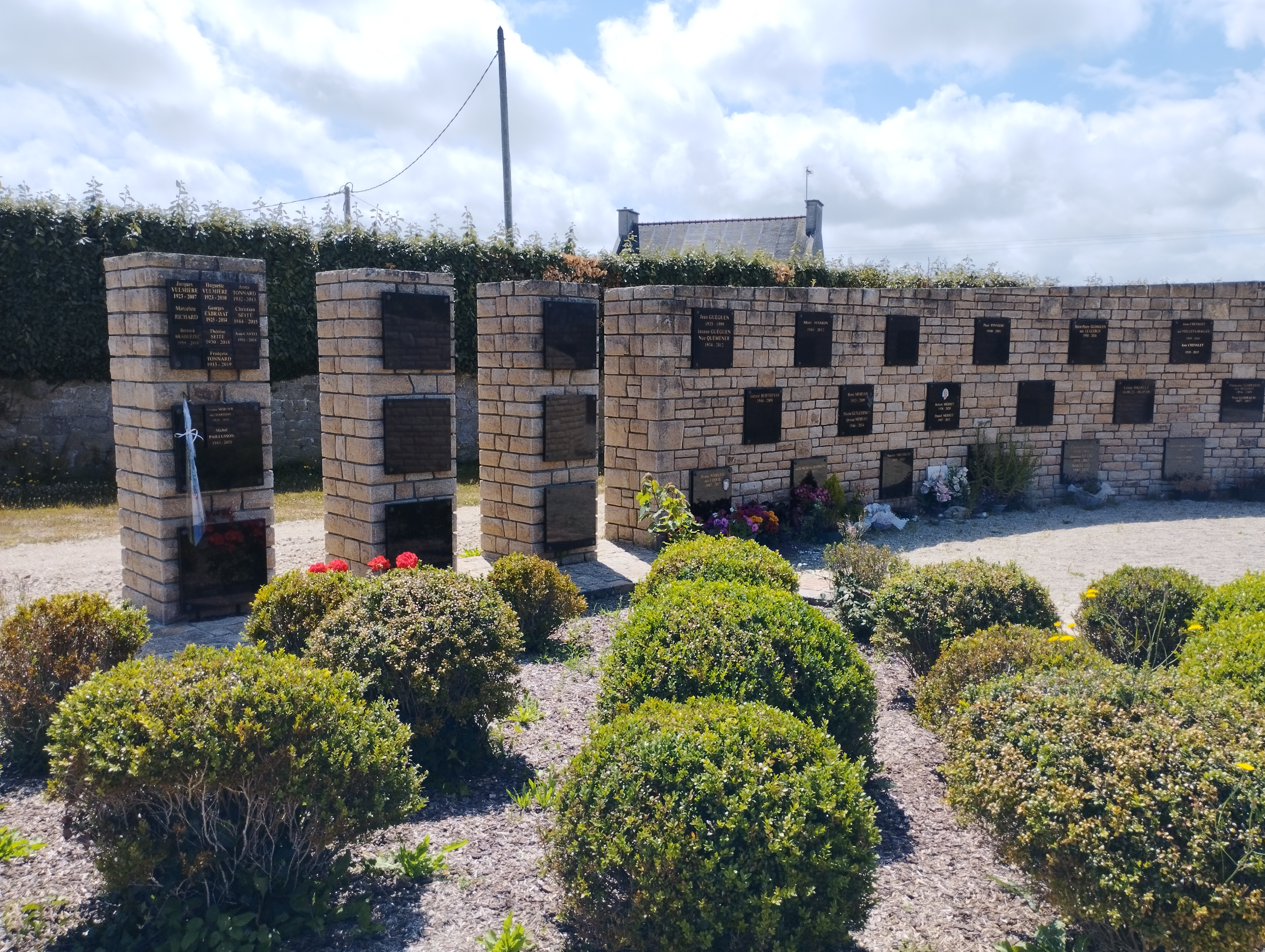
Vue d'ensemble sur le columbarium.